# Leonid Martynow
Leonid Nikołajewicz Martynow, ros. Леонид Николаевич Мартынов (ur. 9 maja?/22 maja 1905 w Omsku, zm. 27 czerwca 1980 w Moskwie) – rosyjski poeta. 
Autor wierszy patriotycznych i refleksyjnych związanych z przeszłością i losami mieszkańców Syberii m.in. "Stichotworienija i poemy", "Poemy". W wierszach "Łukomorie", "Giercynskij leswątki" – wątki baśniowe, mityczne, fantastyka ludowa. Pisał także poematy historyczne, reportaże, eseje. Tłumacz poezji polskiej.
Został odznaczony m.in. trzykrotnie Orderem Czerwonego Sztandaru Pracy (1964, 1971, 1975) oraz bułgarskim Orderem Cyryla i Metodego I klasy (1976). Laureat Nagrody Państwowej ZSRR (1974).